# Mia Oremović
Mia Oremović (Požega, 31. srpnja 1918. – Križevci, 24. srpnja 2010.) bila je hrvatska kazališna, televizijska i filmska glumica.

## Životopis
Mia je završila Školu primijenjene umjetnosti i Školu dramskih umjetnosti (kod  Branka Gavelle) u Zagrebu. Svoju kazališnu karijeru otpočinje 1942. Od 1945., stalna je članica zagrebačkog HNK, a od 1953. Dramskog kazališta (danas Gavella). Godine 1967. prelazi u slobodne umjetnike. 
Mia Oremović je kao vrhunska karakterna glumica ostvarila mnogo iznimno zapaženih uloga širokog raspona. Debitira glavnom ulogom udovice u filmu H-8 (1958.) Nikole Tanhofera za koju je nagrađena je glavnom glumačkom nagradom na festivalu u Puli. U filmovima Imam dvije mame i dva tate (Krešo Golik, 1968., Zlatna arena za gl. ulogu), kao neurotična malograđanka, i Tko pjeva zlo ne misli  (Krešo Golik, 1970.), kao usidjelica srednjih godina, iskazuje se kao izvanredna komičarka, iako taj njezin talent nije kasnije na filmu i na TV bio dovoljno iskorišten. 
Osim na filmu puno radi na TV i na radiju. Za svoj rad u kazalištu, na filmu i na radiju, primila je više značajnih priznanja i nagrada, između kojih nagradu Vladimir Nazor za životno djelo na području filma te (1996.) nagradu za životno djelo "Fabijan Šovagović " Udruženja hrvatskih filmskih redatelja (2002.).
Njen rodni grad Požega odao joj je priznanje te je 2009. godine proglašena počasnom građankom grada. Preminula je u Križevcima 2010. Mia Oremović sahranjena je 30. srpnja 2010. godine na zagrebačkom groblju Mirogoju.

## Filmografija

### Televizijske uloge
- "Obični ljudi" kao čistačica (2006.)
- "Ljubav u zaleđu" kao susjeda Janica (2006.)
- "Bitange i princeze" kao bakica (2005.)
- "Luda kuća" kao Ljubica (2005.)
- "Kad zvoni?" kao starica (2005.)
- "Dirigenti i mužikaši" (1991.)
- "Đuka Begović" kao žena iz bordela (1991.)
- "Večernja zvona" (1988.)
- "Inspektor Vinko" kao računovotkinja (1988.)
- "Smogovci" kao Dadova učiteljica (1982. – 1983.)
- "Velo misto" (1980.)
- "Pozorište u kući 2" kao Zvonkova tasta (1974.)
- "Čovik i po" kao ministrova žena (1974.)
- "Kapelski kresovi" (1974.)
- "Ča smo na ovon svitu" kao šjora Franka (1973.)
- "Naše malo misto" kao Roža #1 (1970.)
- "Fiškal" kao Elvira (1970.)
- "Sam čovjek" kao Željkove majka (1970.)
- "Pod novim krovovima" (1969.)
- "Dnevnik Očenašeka" kao konobarica (1969.)

### Filmske uloge
- "Ajde, dan... prođi..." kao Martinina gošća (2006.)
- "Snivaj, zlato moje" kao žena u frizeraju (2005.)
- "Tu" kao umirovljenica #6 (2003.)
- "Sjećanje na Georgiju" (2002.)
- "Kraljica noći" kao prodavačica cvijeća (2001.)
- "Život sa žoharima" kao Elina mama (2000.)
- "Četverored" kao gost (1999.)
- "Treća žena" (1997.)
- "Ne zaboravi me" (1996.)
- "Mrtva točka" (1995.)
- "Svaki put kad se rastajemo" kao prostitutka (1994.)
- "Sjećanja na ponoć" kao Madame Piris (1991.)
- "Đuka Begović" kao žena iz bordela (1991.)
- "Doktorova noć" kao sluškinja (1990.)
- "Leo i Brigita" kao žena u telefonskoj govornici (1989.)
- "Večernja zvona" kao Meirina tetka #1 (1986.)
- "Anticasanova" (1985.)
- "Tajna starog tavana" kao teta Lucija (1984.)
- "Nemir" (1982.)
- "Visoki napon" kao blagajnica (1981.)
- "Poglavlje iz života Augusta Šenoe" (1981.)
- "Usporeno kretanje" (1979.)
- "Ljubica" kao Zlatkova majka (1978.)
- "Akcija stadion" kao gošća na ručku (1977.)
- "Izjava" kao kućna gazdarica (1976.)
- "Polenov prah" (1974.)
- "Živjeti od ljubavi" kao doktorova žena Julija (1973.)
- "Auto trubi, mi smo rodoljubi" kao Francekova supruga (1972.)
- "Luda kuća" kao Renata (1972.)
- "Tko pjeva zlo ne misli" kao teta Mina (1970.)
- "Overnjonski senatori" (1970.)
- "Nedjelja" kao Tinova majka (1969.)
- "Imam dvije mame i dva tate" kao Prva mama (1968.)
- "Ljubav" (1968.)
- "Ladanjska sekta" (1967.)
- "Škorpion u znaku vage" (1967.)
- "Sedam sati i petnaest minuta" kao Reja (1966.)
- "Paradoks" (1965.)
- "Čuvaj se senjske ruke" (1964.)
- "Slijepi kolosijek" (1964.)
- "Le goût de la violence" (1961.)
- "Sreća dolazi u 9" kao gđa. Puhek Simović (1961.)
- "Na taraci" kao barunica Lidija (1960.)
- "H-8" kao Švicarčeva žena (1958.)
- "Vratiću se" (1957.)
- "Nije bilo uzalud" kao Vidasova žena (1957.)
- "Ljubav Jarovaja" (1957.)
- "U oluji" kao Rose (1952.)

## Vanjske poveznice
- Oremović, Mia Hrvatska enciklopedija. LZMK
- LZMK / Proleksis enciklopedija: Oremović, Mia
- LZMK / Filmski leksikon: Oremović, Mia  Arhivirana inačica izvorne stranice od 22. lipnja 2015. (Wayback Machine)
- Mia Oremović u internetskoj bazi filmova IMDb-u (engl.)